# Pauli Toivonen
Pauli Toivonen (Jyväskylä, Finlàndia; 22 d'agost de 1929 - Espoo, Finlàndia, 14 de febrer de 2005) va ser un pilot de ral·li finlandès, guanyador del Campionat d'Europa de Ral·lis de 1968. Va ser el pare d'Henri Toivonen, el qual va ser un destacat pilot de ral·lis, llur accident mortal va suposar la fi dels vehicles del Grup B.

## Trajectòria
Toivonen va ser pilot per diverses marques, com Citroën, Lancia i Porsche, obtenint diversos èxits esportius com la victòria al Ral·li dels 1000 Llacs de l'any 1962 amb un Citroën DS19. L'any 1962 guanya el Campionat de Finlàndia de Ral·lis amb un Citroën DS.
Toivonen va obtindre una victòria força controvertida al Ral·li de Monte-Carlo de 1966 amb un Citroën DS21. Originalment Toivonen va acabar en cinquena posició per darrere dels tres Mini de Timo Mäkinen, Rauno Aaltonen i Paddy Hopkirk i el Ford Cortina de Roger Clark, però els quatre vehicles van ser desqualificats a determinar-se que les bombetes dels fars d'aquests no estaven homologades.
L'any 1968 guanya el Campionat d'Europa de Ral·lis amb un Porsche 911T, aconseguint imposar-se en 5 de les proves, una de les quals el reconegut Ral·li de Sanremo.
L'any 1969 aconsegueix guanyar el Ral·li Acròpolis amb un Porsche 911S.
També va disputar amb Porsche el Campionat Mundial de Sport Prototips i amb Renault les 24 hores de Le Mans de l'any 1966.